# Висораван
Висораван или, ређе, плато, је високо положен равничарски или благо заталасан предео на надморској висини од преко 200 метара. Веће висоравни, заједно са ланцима планина и брда, чине висије.

## Образовање
Висоравни се могу образовани на низ начина, од којих су чешћи:
- деловање вулкана — акумулација вулканске лаве;
- деловање ледника — ледничка ерозија;
- деловање воде — речна ерозија.

### Вулканографија
Вулканске висоравни настају вулканском активношћу. Плато Колумбија на северозападу Сједињених Држава је пример. Могу се формирати подизањем вулканске магме или екструзијом лаве. Механизам у основи формирања платоа од уздизања почиње када се магма уздиже из плашта, узрокујући да тло набубри према горе. На овај начин, велике, равне површине стена се уздижу и формирају плато. За платое формиране екструзијом, стена је изграђена од лаве која се шири напоље из пукотина и слабих подручја у кори.

### Tектонскa
Тектонске висоравни су формиране померањем тектонских плоча које изазивају издизање, и обично су велике величине и прилично уједначене надморске висине. Примери су висораван Декан у Индији, централна Мезета на Иберијском полуострву.

### Ерозија
Платои се такође могу формирати ерозијским процесима глечера на планинским ланцима, остављајући их између планинских ланаца. Вода такође може да еродира планине и друге облике рељефа у висоравни. Сециране висоравни су високо еродиране висоравни исечене рекама и разбијене дубоким уским долинама. Пример је Шкотско горје.

## Подела
Једна од подела висоравни је на структурне, вулканске и ерозивне. Ове прве изграђене су у хоризонталним, непоремећеним слојевима. Река Колорадо усекла је свој познати кањон у структурној висоравни. Вулканске висоравни одликују се моћним вулканским изливима у виду плоча. Моћни изливи базалтне лаве изграђују северозападни део висоравни Декан у Индији. Ерозивне висоравни су простране, заталасане заравни - површи настале деловањем спољашњих сила.
Подела висоравни врши се и према њиховом односу према непосредном окружењу:
1. Међупланинске висоравни - Висоравни које су највише на свету, окружене високим планинским ланцима.[7] Пример је Тибетска висораван;
2. Пијемонтске висоравни - Висоравни које је са једне стране окружена планинама, док се са других силази у равницу или приобаље. Пример је висораван Пијемонта (Италија), која се на северу, западу и југу окружена Алпима, док се на истоку силази у Падску низију;
3. Копнене висоравни - Висоравни које су окружене равницама и морима (тј. спуштају се у њих), а удаљене су од планина;
4. Вулканске висоравни - Висоравни које настале вулканским деловањем. Пример је Колумбијска висораван на северозападу САД-а;
5. Расцепкане висоравни - Висоравни су расцепканог вида, настале дуготрајном ерозијом река, које су на местима токова усекле узане и дубоке долине (клисуре и кањоне). Пример је Алегенска висораван на североистоку САД-а.

## Познате висоравни
Познате висоравни у Свету су:
- Тибетска висораван - Кина
- Колорадо висораван - САД
- Источноафричка висораван
- Иранска висораван - Иран
- Мезета - Шпанија
- Средњотрансилванска висораван - Румунија
- Швајцарска висораван - Швајцарска
- Височина - Чешка република

Познате висоравни у Србији и региону су:
- Косово поље
- Пештер
- Власина
- Златибор
- Дивчибаре
- Романија
- Змијање
- Дробњачка висораван
- Мошоринска висораван
- Крново

### Азија
Највећа и највиша висораван на свету је Тибетанска висораван, понекад метафорички описана као „Кров света“, која још увек настаје сударима Индо-аустралијске и Евроазијске тектонске плоче. Тибетанска висораван покрива око 2.500.000 km2 (970.000 sq mi), на око 5.000 m (16.000 ft) надморске висине. Висораван је довољно висока да преокрене циклусе конвекције Хедлијевих ћелија и да покрене монсуне Индије ка југу. Равнице Деосај у Пакистану се налазе на просечној надморској висини од 4.114 m (13.497 ft) изнад нивоа мора. Сматрају се другим највишим платоима на свету.
Друге велике висоравни у Азији су: Наџд на Арабијском полуострву, надморска висина од 762 до 1.525 m (2.500 до 5.003 ft), Јерменско горје (≈400.000 km2 (150.000 sq mi), надморска висина 900—2.100 m (3.000—6.900 ft)), Иранска висораван (≈3.700.000 km2 (1.400.000 sq mi), надморска висина 300—1.500 m (980—4.920 ft)), Анатолијска висораван, Монголска висораван (≈2.600.000 km2 (1.000.000 sq mi), надморска висина 1000–1500 m), и висораван Декан (≈1.900.000 km2 (730.000 sq mi), надморска висина 300—600 m (980—1.970 ft)).

### Северна Америка
Велика висораван у Северној Америци је висораван Колорадо, која покрива око 337.000 km2 (130.000 sq mi) у Колораду, Јути, Аризони и Новом Мексику.

### Јужна Америка
Тепуи ( /ˈtɛpwi/), или тепуј (шпански: ), је столна планина или меса која се налази у висоравни Гвајане у Јужној Америци, посебно у Венецуели и западној Гвајани. Реч тепуи значи „кућа богова“ на матерњем језику Пемона, домородачког народа који насељава Гран Сабану.
Главни град Колумбије Богота налази се на андској висоравни познатој као Алтиплано Kундибојаsенс, отприлике величине Швајцарске. Са просечном висином од 2.600 m (8.500 ft) надморске висине, ова северна андска висораван налази се у источном ланцу земље и подељена је на три главна равна региона: савану Боготе, долине Убате и Чикинкира и долине Дујтама и Согамосо.

### Африка
Највиша афричка висораван је Етиопско горје које покрива централни део Етиопије. Формира највећу непрекидну област ове надморске висине на континенту, са малим делом њене површине испод 1.500 m (4.900 ft), док врхови достижу висину до 4.550 m (14.930 ft). Понекад се назива и кровом Африке због своје висине и велике површине.
Други пример је Хајвелд који је део јужноафричке унутрашње висоравни која има надморску висину изнад приближно 1500 m, али испод 2100 m, искључујући планинске регионе Лесота. То је дом неких од највећих јужноафричких урбаних агломерација.
У Египту су висораван Гиза и планина Галала, која се некада звала Галајатска висораван, уздижући се на 3.300 m надморске висине.